# Directive RoHS

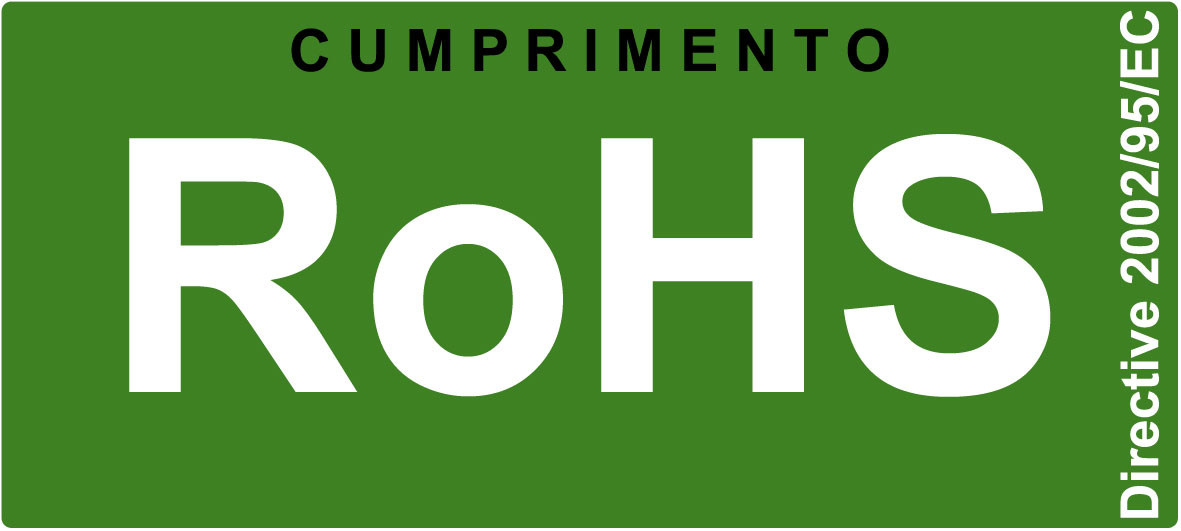
Une vignette indiquant qu'un produit est conforme à cette directive.

La Directive européenne RoHS (Restriction of Hazardous Substances), aussi appelée Directive européenne LdSD en français, vise à limiter l'utilisation de dix substances dangereuses dans les équipements électriques et électroniques,,.
Cette directive a été adoptée par le Parlement européen et par le Conseil et publiée au Journal officiel de l'Union européenne.
La version initiale 2002/95/CE de la directive, publiée le 27 janvier 2003 ne visait à limiter que 6 substances.
La version 2011/65/UE du 8 juin 2011 ajoute 4 autres substances aux précédentes, élargit le nombre d'appareils électriques concernés et encourage l'écoconception, le tri des déchets et le recyclage de certains composants plutôt que leur mise au rebut.
Enfin, la version 2017/2102/UE du 15 novembre 2017 modifie le champ d'application de la version précédente. En Décembre 2021, la commission adopte 12 décisions déléguées sur les exceptions prévues quant à l'usage du mercure dans les lampes, qui sera finalement interdit lors d'un amendement le 24 février 2022. Du 10 mars au 2 juin de cette même année une consultation publique a été lancée, qui invitait les citoyens de l'Union à se prononcer sur les prérogatives de la directive, et sur des améliorations possibles. À la suite de cette consultation, de nouveaux amendements ont été proposés le 7 décembre 2023. 
Par ailleurs, cette directive a été complétée par la Directive DEEE de 2002 sur les déchets électroniques, ainsi que celle plus générale de 2008 sur les déchets (Directive 2008/98/CE) qui vise à homogénéiser les réglementations nationales, encore divergentes en Europe, sur le « principe de responsabilité du producteur » (intégrant le principe pollueur-payeur).

## Enjeux
Ce sont des enjeux de santé publique, de santé au travail, d'environnement, climatique et de développement durable de l'économie et du développement. De plus certains métaux précieux et terres rares commencent à manquer, sont inégalement répartis et/ou sont sources de guerres et tensions locales.
Le recyclage et plus encore la réutilisation de composants sont encore très imparfaits en Europe : seuls 65 % des équipements électriques et électroniques mis sur le marché étaient dans les années 2000-2008 collectés séparément, et plus de la moitié faisait potentiellement l'objet d'un traitement inadéquat et d'exportations illégales, et s'il y a eu des recyclages correctement effectués, « cela n'a pas été rapporté ». Le système actuel (avant 2012) est encore « source de perte et gaspillage de matières premières et secondaires précieuses, d'une dégradation environnementale et de fourniture de données incohérentes », c'est pourquoi la directive vise un objectif de collecte ambitieux, un traitement plus propre, avec une meilleure traçabilité. L'Europe reconnaît aussi la « nécessité de fixer des exigences minimales pour les transferts d'équipements électriques et électroniques usagés suspectés d'être des déchets (DEEE) », conformément à la législation européenne sur les transferts de déchets. Et ces exigences minimales ne doivent « en aucun cas avoir pour objet d'éviter les envois non désirés d'équipements électriques et électroniques non fonctionnels aux pays en développement ». Le recyclage et la réutilisation font partie de l’économie verte.

## Substances concernées
(octobre 2012).
Les substances concernées sont :
- le plomb ;
- le mercure ;
- le cadmium ;
- le chrome hexavalent ;
- les polybromobiphényles (PBB) ;
- les polybromodiphényléthers (PBDE) ;

Les concentrations maximales de ces substances dangereuses sont de 0,1 % par unité de poids de matériau homogène, sauf pour le cadmium où la limite est de 0,01 %.
Processus de mise à jour :
Il a fait l'objet d'une première étape : Pour préparer la séance plénière de mise à jour de la directive, prévue en juillet 2010, la commission environnement du parlement européen, à l'occasion de la préparation de la révision de cette directive (en juin 2010) a souhaité en élargir le champ (rapport approuvé par cinquante-cinq voix, une contre et deux abstentions) en demandant une nouvelle évaluation pour la santé et l'environnement pour plusieurs nouvelles substances dont :
- retardateurs de flamme halogénés ;
- PVC.

Le Parlement ou les États membres ont proposé d'autres substances à l'examen.
Les parlementaires ont inclus tous les matériaux électriques et électroniques mais en excluant de l'évaluation certains domaines (énergie renouvelable, certaines grandes installations, gros outils de production et matériel et véhicules militaires).
Ils souhaitaient par contre mieux évaluer les nanomatériaux, interdire le nano-argent et les nanotubes de carbone et imposer un étiquetage ad hoc des matériaux électriques et électroniques contenant d'autres nanomatériaux. Le vote en séance plénière était annoncé pour le mois de juillet 2010.
En 2012, la révision de la directive a permis :
- d'alléger le mécanisme d'ajout à la liste de substances toxiques (liste qui ne devrait néanmoins pas évoluer avant trois ans) ;
- de simplifier les procédures d'enregistrement et de déclaration pour les fabricants[10] ;
- de mettre en cohérent cette directive avec le règlement REACH ;
- que les composants non conformes RoHS soient réutilisés au lieu d’être mis au rebut, ce qui devrait - espère la Commission - encourager à mieux recycler et collecter des déchets d'équipements électriques et électroniques (DEEE) (30 % à l'échelle européenne), en incitant notamment les fabricants à réutiliser les composants fonctionnels ;
- d'en élargir le périmètre à la totalité des appareils électriques et électroniques, dont les appareils médicaux et les instruments de mesure.

(Les fabricants nouvellement concernés par cette directive révisée ont eu ²huit ans pour mettre leurs produits en conformité).
En mars 2022, le nanotube de carbone est classé cancérigène par l'Agence Européenne des Produits Chimiques (ECHA).
Le nano-argent est en cours de classification au niveau européen pour des risques potentiels d'effets graves sur le système nerveux. Depuis Janvier 2022, il est interdit à la vente en France. En 2021, à la suite d'une décision de la Commission Européenne, le nano-argent ne peut plus être utilisé comme substance biocide pour certains types de produits (tels que les masques respiratoires).

### Amendement 2015/863
Le 22 juillet 2019, l'amendement 2015/863 est entré en vigueur. Celui-ci vise à restreindre la concentration des phtalates pouvant principalement être trouvés dans les câbles. Quatre substances sont ainsi ajoutées à la liste :
- phtalate de diisobutyle (DIBP) ;
- phtalate de bis(2-éthylhexyle) (DEHP) ;
- phtalate de benzyle et de butyle (BBP) ;
- phtalate de dibutyle (DBP).

## Équipements concernés
La directive vise les produits commercialisés sur tous les territoires européens.
Elle s'applique à onze des catégories de produits spécifiées dans la directive européenne DEEE (déchets d'équipements électriques et électroniques) :
- Catégorie 1 : gros appareils ménagers froid et hors froid (GEM) ;
- Catégorie 2 : petits appareils ménagers (PAM) ;
- Catégorie 3 : équipements informatiques et de télécommunications ;
- Catégorie 4 : matériels grand public ;
- Catégorie 5 : matériel d'éclairage ;
- Catégorie 6 : outils électriques et électroniques ;
- Catégorie 7 : jouets, équipements de loisirs et de sport ;
- Catégorie 8 : dispositifs médicaux ;
- Catégorie 9 : instruments de contrôle et de surveillance, y compris instruments de contrôle et de surveillance industriels ;
- Catégorie 10 : distributeurs automatiques ;
- Catégorie 11 : autres EEE n'entrant pas dans les catégories ci-dessus.

## Exemptions
Les batteries ne sont pas concernées par la directive, car elles sont déjà traitées par d'autres textes du droit européen,, de même pour les fluides frigorigènes (gaz ou liquides de réfrigération) susceptibles d'affecter la couche d'ozone ou le climat (gaz à effet de serre) utilisés pour refroidir les processeurs ou autres dispositifs électriques ou électroniques (pour la même raison,).
Par contre, de grandes installations fixes telles que plates-formes pétrolières offshore, systèmes de transport de bagages des aéroports ou ascenseurs sont concernés, y compris les appareils d'éclairage ou panneaux photovoltaïques associés.
(Dans un premier temps, il y a eu exemption pour certains instruments de surveillance et de contrôle, y compris ceux utilisés dans les installations industrielles, réexaminés en 2006 puis intégrés dans la directive.)
Les exemptions (stricto sensu) listées par la directive sont :
1. Équipements destinés à être définitivement lancés dans l'espace (ce n'est pas le cas des navettes) ;
2. Outils industriels fixes (sédentaires) utilisés à grande échelle (large-scale stationary industrial tools), définis comme assemblage de grande taille de machines, matériels et/ou composants, fonctionnant ensemble pour une application spécifique, installé de façon permanente et désinstallés par des professionnels dans un même lieu, et utilisé et entretenus par des professionnels dans une installation (usine) de fabrication industrielle, de recherche et développement ;
3. Grandes installations fixes (à l'exception des équipements qui ne sont pas spécifiquement conçus et installés dans le cadre de ces installations, ce qui signifie par exemple que si une vanne fixe est exemptée au regard de la directive, ses équipements d'alimentation électrique, et de contrôle et commande sont eux soumis à cette directive) ; Ces grandes installations fixes sont définies comme étant une combinaison de grande ampleur de plusieurs types d'appareils et, le cas échéant, d'autres dispositifs qui :
(i) sont assemblés, installés et désinstallés par des professionnels,
(ii) sont destinés à être utilisés de façon permanente en tant que partie d'un bâtiment ou d'une structure à un emplacement prédéfini et dédié, et,
(iii) ne peuvent être remplacés que par le même équipement (spécifiquement conçu) ;
4. Engins mobiles non routiers (c'est-à-dire machines, disposant d'une source d'énergie à bord, dont le fonctionnement exige soit la mobilité soit un déplacement continu ou semi-continu suivant une succession de postes de travail fixes tout en travaillant ; ex. : bétonnière électrique, compresseur électrique et groupe électrogène mobile) s'ils sont destinés exclusivement à un usage professionnel ;
5. Véhicules (moyens de transport de personnes ou de marchandises), à l'exclusion des deux roues électriques non homologuées ;
6. Équipements spécifiquement conçus pour les besoins de la recherche et du développement qui ne sont disponibles que dans une relation d'entreprise à entreprise ;
7. Les dispositifs de diagnostic médical in vitro[23], quand ces dispositifs sont destinés à devenir « infectieux » avant leur fin de vie,

/et dispositifs médicaux implantables actifs.
Ces « objets » sont soumis à d'autres textes ou directives qui visent à mieux les recycler et traiter (hormis à ce jour les matériels envoyés et perdus dans l'espace).

## Entrée en vigueur
Depuis le 1er juillet 2006, tout nouveau produit mis sur le marché dans l'Union européenne, qu'il soit importé ou fabriqué dans l'Union, doit être conforme à la directive.
Une première révision de la directive a été adoptée le 27 mai 2011 et publiée le 1er juillet 2011 au Journal officiel de l'Union européenne (JOUE), élargissant le nombre d'appareils électriques concernés (aux téléphones mobiles et réfrigérateurs notamment).

## Étiquetage
La directive ne prévoit pas de symbole identifiant les appareils conformes à la directive, mais quelques fabricants ont introduit leur propre système d'identification. Depuis le 1er juillet 2006, tous les nouveaux produits mis sur le marché sont censés être conformes.
À partir du 22 juillet 2014, le marquage CE incorpore le RoHS : tout produit électrique marqué CE doit être RoHS à condition qu'il rentre dans le champ d'application de la directive.
Les autorités compétentes de chaque État doivent mettre au point les procédures de surveillance et de contrôle.

## Documentation pour l'évaluation des produits
Selon la Directive, le Fabricant doit produire la documentation qui doit faire partie du Dossier Technique du Fabricant (cf. Article 7), avant d'établir la Déclaration UE de Conformité.
La Commission a implémenté le 15 mai 2020 la Décision (EU) 2020/659 concernant la « norme harmonisée pour la documentation technique requise pour l’évaluation des matériaux, composants et équipements électriques et électroniques élaborée à l’appui de la directive 2011/65/UE du Parlement européen et du Conseil ».
L'annexe I de cette décision promulgue la norme EN IEC 63000:2018 en remplacement de la norme EN 50581:2012, laquelle sera annulée le 18 novembre 2021. La version IEC rend accessible à l'international le principe de cette documentation (d'autres pays hors UE ayant adoptés des règles similaires).

Le titre de la norme IEC 63000:2018 est : 

« Documentation technique pour l'évaluation des produits électriques et électroniques par rapport à la restriction des substances dangereuses. »

 Le domaine d'application de l'IEC 63000:2018 précise (extrait de la prévisualisation IEC) : 

« Le présent document spécifie la documentation technique que le fabricant rassemble pour déclarer qu'il est en conformité avec les limitations en vigueur pour certaines substances. La documentation du système de management du fabricant est exclue du domaine. »

 De plus, cette publication fait référence aux normes suivantes principalement applicables pour l'évaluation des composants et matériaux :
- IEC 62474:2012, Déclaration de matière pour des produits de et pour l'industrie électrotechnique ;
- IEC 62321-1:2013, Détermination de certaines substances dans les produits électrotechniques – Partie 1 : Introduction et présentation ;
- IEC 62321-2:2013, Détermination de certaines substances dans les produits électrotechniques – Partie 2 : Démontage, désassemblage et préparation mécanique de l'échantillon ;
- IEC 62321-3-1:2013, Détermination de certaines substances dans les produits électrotechniques – Partie 3-1 : Méthodes d'essai – Plomb, du mercure, du cadmium, du chrome total et du brome total par la spectrométrie par fluorescence X ;
- IEC 62321-3-2:2020, Détermination de certaines substances dans les produits électrotechniques – Partie 3-2 : Détection – Fluor, chlore et brome dans les polymères et les produits électroniques par combustion-chromatographie ionique (C-CI) ;
- IEC 62321-4:2013+AMD1:2017, Détermination de certaines substances dans les produits électrotechniques – Partie 4 : Mercure dans les polymères, métaux et produits électroniques par CV-AAS, CV-AFS, ICP-OES et ICP-MS ;
- IEC 62321-5:2013, Détermination de certaines substances dans les produits électrotechniques – Partie 5 : Du cadmium, du plomb et du chrome dans les polymères et les produits électroniques, du cadmium et du plomb dans les métaux par AAS, AFS, ICP-OES et ICP-MS ;
- IEC 62321-6:2015, Détermination de certaines substances dans les produits électrotechniques – Partie 6 : Diphényles polybromés et diphényléthers polybromés dans des polymères par chromatographie en phase gazeuse–spectrométrie de masse (GC-MS) ;
- IEC 62321-7-1:2015, Détermination de certaines substances dans les produits électrotechniques – Partie 7-1 : Chrome hexavalent – Présence de chrome hexavalent (Cr(VI)) dans les revêtements incolores et colorés de protection anticorrosion appliqués sur les métaux à l'aide de la méthode colorimétrique ;
- IEC 62321-7-2:2017, Détermination de certaines substances dans les produits électrotechniques – Partie 7-2 : Chrome hexavalent – Détermination du chrome hexavalent (Cr(VI)) dans les polymères et les produits électroniques par méthode colorimétrique ;
- IEC 62321-8:2017, Détermination de certaines substances dans les produits électrotechniques – Partie 8 : Analyse des phtalates dans les polymères par chromatographie en phase gazeuse-spectrométrie de masse (GC-MS), chromatographie en phase gazeuse-spectrométrie de masse par pyrolyse/thermodésorption (Py/TD-GC-MS) ;
- IEC 62321-10:2020, Détermination de certaines substances dans les produits électrotechniques – Partie 10 : Hydrocarbures aromatiques polycycliques (HAP) dans les polymères et les produits électroniques par chromatographie en phase gazeuse-spectrométrie de masse (GC MS) ;
- IEC 62554:2011+AMD1:2017, Préparation des échantillons en vue de la mesure du niveau de mercure dans les lampes fluorescentes.

D'autre part, l'Underwriters Laboratories (UL) propose la norme d'essai UL 746R des matériaux polymères concernant l'usage des substances restreintes selon la Directive 2011/65/EU et de l'amendement 2015/863 Annexe II. Les tests proposés vérifient la présence du plomb (Pb), cadmium (Cd), mercure (Hg), chrome hexavalent (Cr6), les polybromobiphényles (polybrominated biphenyls PBBs), polybromodiphényléthers (polybrominated diphenyl ethers PBDEs), phtalate de bis(2-éthylhexyle) (DEHP), phtalate de benzyle et de butyle (BBP), phtalate de dibutyle (DBP) et phtalate de diisobutyle (DIBP).

## Impacts pour les fabricants
On ne peut pas parler de moindre ou meilleure fiabilité des matériels, car ceci n'est mesurable qu'à moyen et long termes. Les fabricants doivent cependant améliorer leur maîtrise des processus, et sont encouragés à mettre en œuvre une écoconception de leurs produits.

### Brasures des composants électroniques sur circuits imprimés
La réduction drastique du plomb concerne en premier lieu les industries de matériels électroniques. Elles ont été contraintes d'utiliser, pour les brasures (incorrectement nommées « soudures ») des composants électroniques, des alliages dépourvus de plomb.
Les alliages utilisant le plomb sont composés pour être dans une proportion eutectique. Par exemple, les alliages les plus courants sont le Sn60Pb40 (60 % d'étain et 40 % de plomb), le Sn62Pb36Ag2, et le Sn63Pb37. Ils permettent d'obtenir une température de fusion de l'ordre de 183-191 °C.
Les alliages compatibles avec cette directive, qui ont été utilisés en remplacement, sont simplement des alliages dont le plomb a été supprimé. Ces alliages sont donc composés à plus de 95 % d'étain ; ils fondent à une température plus élevée (jusqu'à 220 °C, soit 30 à 35 °C de plus que l'étain-plomb (183 °C)). Ils sont normalisés par l'ISO 9453 et l'IPC J-STD-006.
En fait, les composants eux-mêmes étaient souvent déjà sans plomb, mais le processus d'assemblage sur les circuits imprimés par exemple continuait à utiliser une brasure en plomb/étain proposant de nombreux avantages, notamment économique mais aussi commercial avec son aspect brillant, l'aspect des brasures composé en quasi-totalité d'étain souffre d'un aspect terne. Mais depuis le milieu des années 2000, un nouvel alliage étain-nickel-germanium permet de retrouver cet aspect brillant que procurent les alliages au plomb, même s'il est assez peu répandu (soumis à un brevet), qu'il ait un point de fusion encore plus haut de l'ordre de 10 °C et qu'il soit plus onéreux.
Le changement d'alliage pour les brasures a conduit à devoir modifier ou remplacer certains processus de fabrications, certains matériels et même certains des matériaux des composants pour les adapter à une température de fusion un peu plus élevée.
Cette donnée thermique fut la plus difficile à surmonter pour les industriels qui mirent entre cinq et dix ans à maîtriser convenablement la fonte de ces alliages dépourvus de plomb, pendant ces années, ils ont été confrontés à des taux de pannes nettement plus importants sur les circuits électroniques qu'ils produisaient. Cela est dû au fait que le point de fonte de l'étain sans plomb est très proche du point de « casse » de certains composants électroniques qui a obligé les constructeurs à limiter la température appliquée, ainsi les brasures ont été mal fondues, voire pas fondues et à peine en contact laissant place à l'oxydation avec le temps ce qui empêche le courant de circuler, notamment sur les composants à matrice de billes dont on peut difficilement contrôler avec certitude la réussite ou non de la fonte. Les exemples les plus connus ayant subi ces dommages sont les consoles Playstation 3 de Sony et Xbox 360 de Microsoft ainsi que bon nombre de composants informatiques, en particulier les cartes graphiques.
En outre, le phénomène de formation de barbes d’étain compromet la fiabilité des équipements sur le long terme, pouvant provoquer des pannes et une obsolescence précoce[réf. nécessaire].
Le choix des matériaux et des composants utilisés est un des éléments des stratégies d'entreprise. De fait, dans ces entreprises, plusieurs activités sont concernées : achats, R&D, marketing, qualité, formation, responsabilité sociale des entreprises, etc. Il s'agit d'une véritable révolution technologique qui influe fortement sur la qualité et la fiabilité des produits.

### Pièces métalliques
Nombre de pièces métalliques utilisaient des métaux toxiques ou subissaient un traitement de surface pour leur donner des propriétés de résistance au vieillissement, de résistance à la corrosion, la conductivité électrique ou pour objectif esthétiques.
L'application la plus répandue du Chrome hexavalent (VI) était le traitement de l'aluminium, aujourd'hui substitué par le chrome trivalent (III).
L'industrie doit utiliser des produits moins toxiques et des processus alternatifs conférant à ces pièces des propriétés similaires en utilisant moins de produits toxiques ou en permettant leur bonne récupération et leur bon recyclage.

### Pièces plastiques
Les composants plastiques utilisés dans les produits soumis à la règlementation RoHS devraient faire l'objet de tests réguliers pour garantir l'absence de PBB et de PBDE (BFR (Brome Flame Retardant) pour les anglophones) utilisés pour limiter l'inflammabilité de certains plastiques.
Des métaux comme le plomb et le cadmium ont aussi été très utilisés comme stabilisateurs du PVC.
Le système s'appuie aujourd'hui sur des « déclarations de conformité » faites par les fabricants, qui s'appuient elles-mêmes sur des déclarations de conformité de ses fournisseurs qui se basent à leur tour sur des déclarations de conformité des fabricants de matières premières. Sans une traçabilité irréprochable, les garanties de conformité manqueront de crédibilité et certains produits pourront être refusés aux frontières par la douane.
Un instrument de test, le spectromètre de masse à attachement d'ions (IA-Mass) semble offrir les performances et la facilité d'utilisation nécessaire à son usage dans un environnement de production.

### Aide à la mise en place
Comme pour le règlement REACH, certaines entreprises sont en retard quant à la mise en application de la directive RoHS ; pour gagner du temps, elles font souvent appel à un formateur ou à un conseil spécialisé.

## Rôle des États membres
Ils doivent veiller à l'application de la directive.
L'Union européenne leur demande aussi d'« adopter des mesures appropriées pour réduire au minimum l'élimination des DEEE en même temps que les déchets municipaux non triés » et d'« atteindre un niveau élevé de collecte sélective des DEEE », notamment pour les matériels contenant des fluides de refroidissement ou congélation contenant des substances appauvrissant la couche d'ozone et/ou des gaz à effet de serre fluorés.
Les États membres ont également le devoir de fixer les sanctions en cas de non respect des dispositions de cette directive. Cette dernière précise que les sanctions doivent être « effectives, proportionnées et dissuasives » (Article 8, directive 2002/95/CE).

## Conditions de mise en œuvre

### Évaluation de la ressource en DEEE
Elle doit être anticipée pour mieux préparer les filières.
Elle doit donc tenir compte des cycles de vie différents des produits dans les États membres (ce qui pose la question de la réutilisation et de l'éventuelle obsolescence programmée de certains matériels.
La filière doit aussi tenir compte du caractère saturé ou insaturé des marchés pour les appareils à long cycle de vie. Des méthodes de calcul des taux de collecte des DEEE générés sur ces bases sont à développer et valider.
Selon les estimations européennes, vers 2010, « un taux de collecte de 85 % des DEEE produits est à peu près équivalent à un taux de collecte de 65 % du poids moyen des EEE mis sur le marché au cours des trois années précédentes ».

### Protection de la santé des acteurs de la filière et des consommateurs
Les États membres peuvent légiférer sur les conditions dans lesquelles la reprise peut être refusée par les distributeurs pour protéger la santé des acteurs de la gestion et du recyclage de ces déchets.
« Un traitement préalable, adapté et spécifique des DEEE est indispensable pour limiter le risque de dispersion de polluants dans les matériaux recyclés et/ou dans le flux des déchets. Les meilleures techniques disponibles de traitement, de récupération et de recyclage devraient être utilisés, à condition qu'elles garantissent la santé humaine et un niveau élevé de protection de l'environnement ». Elles doivent être mieux précisées, conformément aux procédures prévues par la directive 2008/1/CE du Parlement européen et du Conseil du 15 janvier 2008 relative à la prévention et à la réduction intégrées de la pollution.